# Cattleya (azienda)
Cattleya è una casa di produzione cinematografica e televisiva italiana, fondata nel 1997 da Riccardo Tozzi che la presiede. La sede principale si trova a Roma, in piazzale Valerio Massimo.
Dall'ottobre 2017 la società inglese ITV Studios detiene la maggioranza di Cattleya (51%); a Tozzi rimane il 49% dopo l'uscita di Universal e DeA Communications.

## Produzioni

### Cinema
- Matrimoni, regia di Cristina Comencini (1998)
- Un tè con Mussolini, regia di Franco Zeffirelli (1999)
- Liberate i pesci!, regia di Cristina Comencini (2000)
- Se fossi in te, regia di Giulio Manfredonia (2001)
- Mari del sud, regia di Marcello Cesena (2001)
- Come Harry divenne un albero, regia di Goran Paskaljevic (2001)
- Blek Giek, regia di Enrico Caria (2001)
- La volpe a tre zampe, regia di Sandro Dionisio (2002)
- Il sorriso di Diana, regia di Luca Lucini (2002)
- Il più bel giorno della mia vita, regia di Cristina Comencini (2002)
- Un viaggio chiamato amore, regia di Michele Placido (2002)
- Hotel, regia di Mike Figgis (2002)
- Il gioco di Ripley, regia di Liliana Cavani (2002)
- El Alamein - La linea del fuoco, regia di Enzo Monteleone (2002)
- Callas Forever, regia di Franco Zeffirelli (2002)
- Io non ho paura, regia di Gabriele Salvatores (2003)
- Caterina va in città, regia di Paolo Virzì (2003)
- Non ti muovere, regia di Sergio Castellitto (2004)
- Tre metri sopra il cielo, regia di Luca Lucini (2004)
- Ovunque sei, regia di Michele Placido (2004)
- Occhi di cristallo, regia di Eros Puglielli (2004)
- È già ieri, regia di Giulio Manfredonia (2004)
- L'uomo perfetto, regia di Luca Lucini (2005)
- Mare nero, regia di Roberta Torre (2005)
- Quando sei nato non puoi più nasconderti, regia di Marco Tullio Giordana (2005)
- Vai e vivrai, regia di Radu Mihăileanu (2005)
- Romanzo criminale, regia di Michele Placido (2005)
- La bestia nel cuore, regia di Cristina Comencini (2005)
- El método, regia di Marcelo Piñeyro (2005)
- La stella che non c'è, regia di Gianni Amelio (2006)
- N (Io e Napoleone), regia di Paolo Virzì (2006)
- L'estate del mio primo bacio, regia di Carlo Virzì (2006)
- Commediasexi, regia di Alessandro D'Alatri (2006)
- Lezioni di volo, regia di Francesca Archibugi (2007)
- Ho voglia di te, regia di Luis Prieto (2007)
- Mio fratello è figlio unico, regia di Daniele Luchetti (2007)
- Lezioni di cioccolato, regia di Claudio Cupellini (2007)
- Bianco e nero, regia di Cristina Comencini (2008)
- Parlami d'amore, regia di Silvio Muccino (2008)
- Solo un padre, regia di Luca Lucini (2008)
- Amore, bugie e calcetto, regia di Luca Lucini (2008)
- Colpo d'occhio, regia di Sergio Rubini (2008)
- Benvenuti al Sud, regia di Luca Miniero (2009)
- Oggi sposi, regia di Luca Lucini (2009)
- Iago, regia di Volfango De Biasi (2009)
- Meno male che ci sei, regia di Luis Prieto (2009)
- Nine, regia di Rob Marshall (2009)
- Le ombre rosse, regia di Francesco Maselli (2009)
- Questione di cuore, regia di Francesca Archibugi (2009)
- Diverso da chi?, regia di Umberto Riccioni Carteni (2009)
- Due partite, regia di Enzo Monteleone (2009)
- La donna della mia vita, (2010)
- La nostra vita, regia di Daniele Luchetti (2010)
- Quando la notte, Regia di Cristina Comencini (2010)
- Un altro mondo, Regia di Silvio Muccino (2010)
- Una canzone per te, regia di Herbert Simone Paragnani (2010)
- Terraferma, regia di Emanuele Crialese (2010)
- C'è chi dice no, regia di Giambattista Avellino (2011)
- Lezioni di cioccolato 2, regia di Alessio Maria Federici (2011
- Il primo uomo, (2011)
- Cosimo e Nicole, (2012)
- Benvenuti al Nord, (2012)
- Bella addormentata, (2012)
- ACAB - All Cops Are Bastards, regia di Stefano Sollima (2012)
- Educazione siberiana, regia di Gabriele Salvatores (2012)
- Romanzo di una strage, regia di Marco Tullio Giordana (2012)
- Stai lontana da me, (2013)
- Anni felici, (2013)
- Il principe abusivo, regia di Alessandro Siani (2013)
- Un boss in salotto, regia di Luca Miniero (2014)
- Meredith - The Face of an Angel (The Face of an Angel), regia di Michael Winterbottom (2014)
- La scuola più bella del mondo, (2014)
- Si accettano miracoli, (2015)
- Torno indietro e cambio vita, (2015)
- Suburra, regia di Stefano Sollima (2015)
- Un paese quasi perfetto, (2016)
- Non c'è più religione, (2016)
- Mister Felicità, regia di Alessandro Siani (2017)
- Addio fottuti musi verdi, regia di Francesco Capaldo (2017)
- Io sono Tempesta, regia di Daniele Luchetti (2018)
- Ricordi?, regia di Valerio Mieli (2018)
- L'immortale, regia di Marco D'Amore (2019)
- Nata per te, regia di Fabio Mollo (2023)

### Televisione
- Luisa Sanfelice (2004)
- Dalida (2005)
- Codice rosso (2006)
- Romanzo criminale - La serie (2008 - 2010)
- Occhio a quei due (2009)
- Tutta la verità (2009)
- Rossella (2010-2013)
- La strada dritta (2014)
- Gomorra - La serie (2014 - 2021)
- Ragion di Stato (2015)
- Grand Hotel (2015)
- Tutto può succedere (2015-2018)
- Suburra - La serie (2017-2020)
- Nero a metà (2018-in corso)
- ZeroZeroZero (2020)
- Summertime (2020-2022)
- Bella da morire (2020)
- Petra (2020-in corso)
- Romulus (2020-2022)
- Quattro metà (2022)
- Noi (2022)
- Circeo (2022)
- Django (2023)
- Suburræterna (2023)
- Un amore (2024)
- Inganno (2024)
- Citadel: Diana (2024)
- ACAB - La serie (2025)
- Gerri (2025)

## Azionisti
- ITV Studios 51%
- Riccardo Tozzi 49%[2][3]